# Predmeja
Predmeja – miejscowość w Słowenii w gminie Ajdovščina.